# Romuald Klim
Romuald Iosifovitj Klim (belarusiska: Рамуалъад Яззлавіч Клім), ryska: Ромуалъд Иосифович Клим; född 25 maj 1933 i Minsks voblast, död 28 maj 2011 i Minsk, var en sovjetisk friidrottare.
Klim blev olympisk mästare i släggkastning vid olympiska sommarspelen 1964 i Tokyo.